# Espuma de aceite

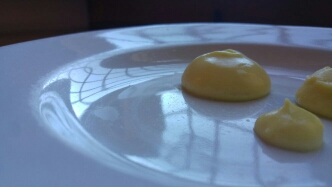
Espuma de aceite en método graso

La espuma de aceite  es una elaboración de aceite texturizado. Dicha elaboración consiste en una emulsión producida entre óxido nitroso (N2O) y aceite de oliva, que da como resultado una crema de textura esponjosa y con cierta densidad. La densidad de la espuma variará en función de la proporción de las cargas de gas y la naturaleza de los alimentos introducidos en el sifón. Teniendo en cuenta la densidad de la preparación, esta elaboración debe consumirse en un tiempo de entre unos 5-10 minutos a partir del emplatado.

## Métodos emulsionantes

### Método emulsionante graso
Proceso en el que interviene un emulsionante afín al aceite (Glice), formado por mono y diglicéridos que provienen de glicerinas y ácidos grasos. Se diluye, como mínimo a 60 °C, el emulsionante en el medio graso y, luego, se introduce la mezcla en un sifón y se carga con N2O. Con este método no es necesaria la adición de ningún medio acuoso debido a la cualidad liposoluble del emulsionante.

### Método emulsionante acuoso
En este método se diluye el emulsionante (agar-agar o gelatina) en un medio acuoso caliente. Luego, se mezcla con el aceite y se introduce en un sifón para posteriormente cargarlo con N2O. Para asegurar la suspensión del aire en la emulsión, la mezcla debe perder temperatura dentro del sifón.